# دوري كرة القاعدة الرئيسي 2006
دوري كرة القاعدة الرئيسي 2006 (بالإنجليزية: 2006 Major League Baseball season)‏ هو الموسم 104 من  دوري كرة القاعدة الرئيسي. أقيم خلال الفترة 2006 وحتى 27 أكتوبر 2006، والذي يشرف على تنظيمه دوري كرة القاعدة الرئيسي، وكان عدد الأندية المشاركة فيه  30، وفاز فيه سانت لويس كاردينالات.